# Малий Кал (Мирна Печ)
Малий Кал (словен. ČemšeMali Kal) — поселення в общині Мирна Печ, регіон Південно-Східна Словенія, Словенія.